# Министерство финансов Российской Федерации
Министерство финансов Российской Федерации (Минфин России) — федеральное министерство Российской Федерации, обеспечивающее проведение единой финансовой политики, а также осуществляющее общее руководство в области организации финансов в Российской Федерации. Министерство финансов Российской Федерации является юридическим лицом.

## История Минфина
Принято считать, что казначейское дело на Руси возникло ещё в IX веке. Предшественниками Министерства финансов были княжеские казначеи — доверенные советники князя, хранители княжеских прибылей, казны.
В 1512 году во времена правления великого князя Василия III впервые упоминается Казённый приказ. В его управление входило производство и хранение ценностей царской казны, торговые операции для царских нужд, финансирование государственно важных проектов. С 1649 года финансовое право, казначейское дело регламентировались Соборным уложением.
Пётр I преобразовал казначейскую систему России. Вместо приказной была введена коллегиальная система управления. Во главе финансового управления страны был поставлен Сенат. Для заведования доходами государства была создана Камер-коллегия, которая руководила сбором податей, пошлин, недоимок. Во время правления Екатерины II при Сенате была учреждена Экспедиция о государственных доходах, прообраз будущего Министерства финансов.
История Министерства финансов Российской империи начинается 8 сентября 1802 года. В этот день был подписан манифест об учреждении министерств. Министерство финансов Российской империи просуществовало вплоть до февральской революции 1917 года.
С февраля по октябрь сменилось 5 министров Временного правительства. В октябре 1917 года был учреждён Наркомат финансов Республики. На местах создавались местные финансовые органы с высокой степенью автономии. В состав омского правительства также входило министерство финансов, просуществовавшее вплоть до 1920 года.
В 1946 году Наркомат финансов был преобразован в союзно-республиканское Министерство финансов СССР (Минфин СССР), которое объединяло в себе министерства финансов союзных республик СССР, в частности Министерство финансов РСФСР. Вышестоящим органом Минфина РСФСР являлся Совет Министров РСФСР, а органом Минфина СССР — Совет министров СССР.
В ноябре 1991 году Министерство финансов РСФСР было объединено с Министерством экономики РСФСР в одно Министерство экономики и финансов РСФСР. И уже в ноябре 1991 года Министерство финансов СССР было ликвидировано, а его предприятия и организации переведены в подчинение Министерства экономики и финансов РСФСР.
Указом Президента от 19 февраля 1992 года № 156 Министерство экономики и финансов РСФСР было вновь разделено на два министерства — Министерство экономики РСФСР и Министерство финансов РСФСР. Кроме того, 25 декабря 1991 года РСФСР была переименована в Российскую Федерацию.

## Компетенция Минфина
Минфин вырабатывает государственную политику и осуществляет правовое регулирование в следующих областях:
- финансы;
- денежно-кредитная, бюджетная, налоговая, страховая, валютная и банковская политика и деятельность;
- организация составления и исполнения федерального бюджета;
- межбюджетные отношения;
- кредитная кооперация;
- микрофинансовая деятельность;
- финансовые рынки;
- рынок ценных бумаг;
- государственный долг;
- аудиторская деятельность;
- бухгалтерский учёт и бухгалтерская отчётность;
- производство, переработка и обращение драгоценных металлов и драгоценных камней;
- таможенные платежи и определение таможенной стоимости товаров;
- таможенно-тарифное регулирование;
- формирование и инвестирование средств пенсионных накоплений, в том числе включённых в выплатной резерв;
- организация и проведение лотерей, азартных игр;
- производство и оборот защищённой полиграфической продукции;
- финансовое обеспечение государственной службы;
- инвестирование накоплений для жилищного обеспечения военнослужащих — участников накопительно-ипотечной системы;
- государственное регулирование деятельности негосударственных пенсионных фондов, управляющих компаний, специализированных депозитариев и актуариев по негосударственному пенсионному обеспечению, обязательному пенсионному страхованию и профессиональному пенсионному страхованию (за исключением государственного регулирования правоотношений между негосударственным пенсионным фондом и участниками негосударственного пенсионного фонда, застрахованными лицами и их правопреемниками, а также в части правоотношений, субъектом которых является Пенсионный фонд Российской Федерации);
- государственное регулирование в области долевого строительства многоквартирных домов и (или) иных объектов недвижимости, бюро кредитных историй;
- осуществление функций по выработке и реализации государственной политики и нормативно-правовому регулированию в сфере производства и оборота этилового спирта, алкогольной и спиртосодержащей продукции, а также функции по контролю за производством и оборотом этилового спирта, алкогольной и спиртосодержащей продукции, по надзору и оказанию услуг в этой сфере;
- управление федеральной собственностью и федеральным имуществом.

## Санкции
22 февраля 2022 года Министерство финансов Российской Федерации включено в санкционный список США «в ответ на решение президента Владимира Путина признать так называемые ДНР и ЛНР "независимыми" государствами и ввести войска в эти регионы». Санкции запрещают любые операции для американских физических и юридических лиц с Минфином, также министерство будет лишено доступа к активам в США.
25 февраля 2022 года, на фоне вторжения России на Украину, Министерство финансов включено в санкционный список Канады введя «полный запрет на сделки в попытке оказать финансовое давление на российское правительство».
По аналогичным основаниям Министерство финансов России находится в санкционных списках Украины и Австралии,

## Министры финансов России с 1990 г

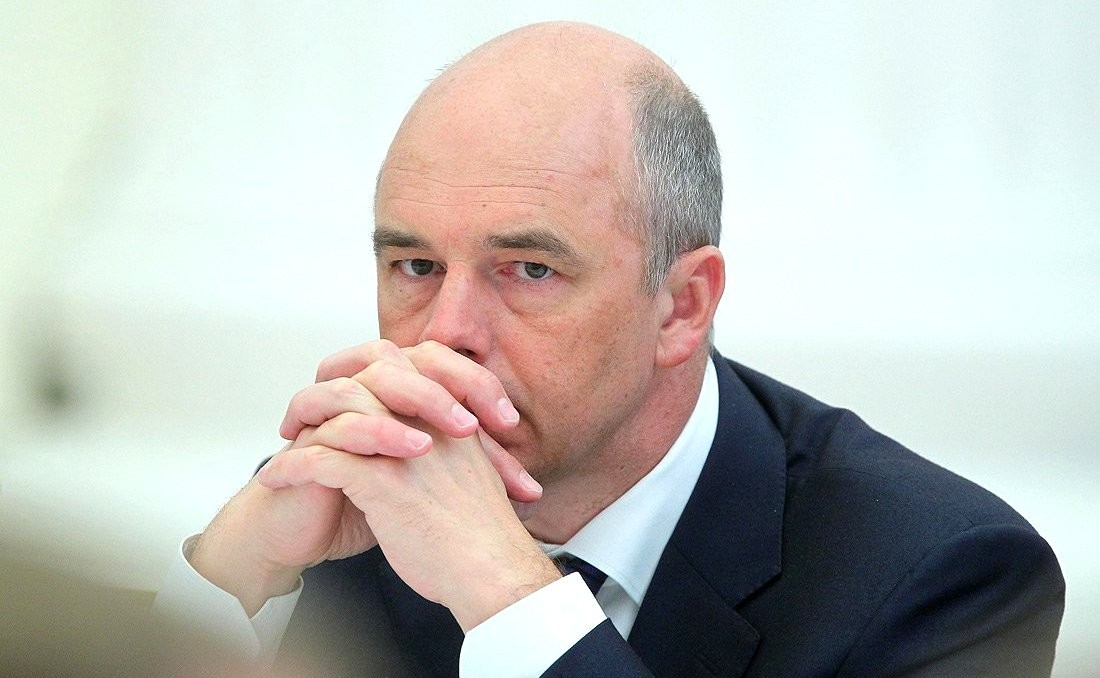
Министр финансов Российской Федерации А. Г. Силуанов

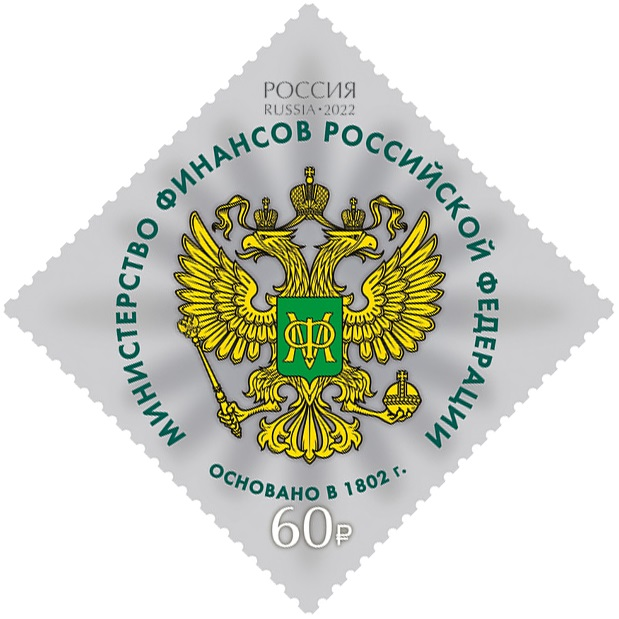
Почтовая марка 2022 год

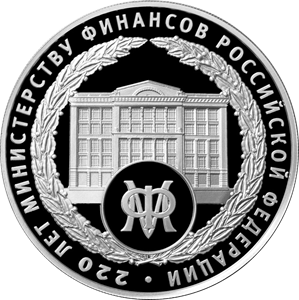
Монета Банка России — 220-летие образования Министерства финансов Российской Федерации

| №  | ФИО                                   | Дата назначения                       | Дата ухода       |
| -- | ------------------------------------- | ------------------------------------- | ---------------- |
| 1  | Борис Григорьевич Фёдоров             | 14 июля 1990                          | 28 декабря 1990  |
| 2  | Игорь Николаевич Лазарев              | 28 декабря 1990                       | 11 ноября 1991   |
| 3  | Егор Тимурович Гайдар                 | 11 ноября 1991                        | 2 апреля 1992    |
| 4  | Василий Васильевич Барчук             | 2 апреля 1992                         | 25 марта 1993    |
| 5  | Борис Григорьевич Фёдоров             | 25 марта 1993                         | 26 января 1994   |
|    | Сергей Константинович Дубинин (и. о.) | 26 января 1994                        | 12 октября 1994  |
|    | Андрей Петрович Вавилов (и. о.)       | 12 октября 1994                       | 4 ноября 1994    |
| 6  | Владимир Георгиевич Пансков           | 4 ноября 1994                         | 14 августа 1996  |
| 7  | Александр Яковлевич Лившиц            | 14 августа 1996                       | 17 марта 1997    |
| 8  | Анатолий Борисович Чубайс             | 17 марта 1997                         | 20 ноября 1997   |
| 9  | Михаил Михайлович Задорнов            | 20 ноября 1997                        | 25 мая 1999      |
| 10 | Михаил Михайлович Касьянов            | 25 мая 1999                           | 18 мая 2000      |
| 11 | Алексей Леонидович Кудрин             | 18 мая 2000                           | 26 сентября 2011 |
| 12 | Антон Германович Силуанов             | 27 сентября (и. о.) / 16 декабря 2011 | —                |

## Заместители министра финансов

### Действующие заместители
- Окладникова Ирина Андреевна (с 30 июля 2020), с 25 июня 2024 — первый заместитель
- Лавров Алексей Михайлович (с 15 июня 2011)
- Моисеев Алексей Владимирович (с 7 июля 2012)
- Колычев Владимир Владимирович (с 8 февраля 2017)
- Сазанов Алексей Валерьевич (с 22 января 2020) — статс-секретарь — заместитель
- Кадочников Павел Анатольевич (с 27 января 2020)
- Чебесков Иван Александрович (с 27 ноября 2023)
- Липаев Алексей Анатольевич (с 25 июня 2024)
- Яковлева Елена Павловна (с 25 июня 2024)

### Бывшие заместители
- Шаталов Сергей Дмитриевич (27 июня 2013 — 15 января 2016)
- Зубарев Юрий Иванович (18 июля 2013 — 22 января 2020) — статс-секретарь — заместитель
- Панкин Дмитрий Владимирович (13 сентября 2013 — 23 февраля 2015)
- Фаррахов Айрат Закиевич (5 июня 2014 — 30 сентября 2016)
- Орешкин Максим Станиславович (19 марта 2015 — 30 ноября 2016)
- Трунин Илья Вячеславович (13 февраля 2016 — 22 января 2020)
- Котяков Антон Олегович (4 мая 2017 — 22 января 2020)
- Круглов Андрей Вячеславович (18 мая 2019 — 12 февраля 2021)
- Дроздов Антон Викторович (22 января 2020 — 3 февраля 2021)
- Котюков Михаил Михайлович (2 марта 2020 — 21 апреля 2023)
- Максимов Тимур Игоревич (3 марта 2020 — 23 октября 2023)
- Горнин Леонид Владимирович (25 мая 2018 — 17 июня 2024) — первый заместитель

## Департаменты
1. Департамент управления делами и контроля
2. Департамент бюджетной методологии
3. Департамент налоговой политики
4. Департамент государственного долга и государственных финансовых активов
5. Департамент финансовой политики
6. Департамент межбюджетных отношений
7. Департамент регулирования бухгалтерского учета, финансовой отчетности и аудиторской деятельности
8. Правовой департамент
9. Департамент бюджетной политики в сфере государственной военной и правоохранительной службы и государственного оборонного заказа
10. Административный департамент
11. Департамент бюджетной политики в отраслях социальной сферы и науки
12. Департамент бюджетной политики в сфере труда и социальной защиты
13. Департамент бюджетной политики в сфере государственного управления, судебной системы, государственной гражданской службы
14. Департамент бюджетной политики и стратегического планирования
15. Департамент организации составления и исполнения федерального бюджета
16. Департамент международных финансовых отношений
17. Департамент контроля за внешними ограничениями
18. Департамент бюджетной политики в отраслях экономики
19. Департамент проектного финансирования и инвестиционной политики
20. Департамент информационных технологий в сфере управления государственными и муниципальными финансами и информационного обеспечения бюджетного процесса
21. Департамент государственного регулирования отрасли драгоценных металлов и драгоценных камней
22. Департамент доходов
23. Департамент бюджетной политики в сфере контрактной системы
24. Департамент развития персонала
25. Департамент программно-целевого планирования и проектного управления
26. Департамент таможенной политики и регулирования алкогольного и табачного рынков
27. Департамент регулирования имущественных отношений
28. Департамент информационно-аналитической деятельности
29. Департамент анализа эффективности преференциальных налоговых режимов

## Подведомственные органы власти
- Федеральное казначейство (Казначейство России)
- Федеральная налоговая служба (ФНС России)
- Федеральная таможенная служба (ФТС России)
- Федеральная служба по контролю за алкогольным и табачным рынками(Росалкогольтабакконтроль)
- Федеральное агентство по управлению государственным имуществом (Росимущество)
- Федеральная пробирная палата

## Подведомственные организации
- Федеральное казённое учреждение «Государственное учреждение по формированию Государственного фонда драгоценных металлов и драгоценных камней Российской Федерации, хранению, отпуску и использованию драгоценных металлов и драгоценных камней при Министерстве финансов Российской Федерации» (Гохран России)
- Федеральное казённое учреждение «Государственное учреждение Ведомственная охрана Министерства финансов Российской Федерации»
- Федеральное казённое учреждение «Государственное учреждение по эксплуатации административных зданий и дачного хозяйства Министерства финансов Российской Федерации»
- Федеральное государственное бюджетное учреждение «Научно-исследовательский финансовый институт»
- Федеральное государственное бюджетное учреждение «Многофункциональный комплекс Министерства финансов Российской Федерации»

### СМИ
- Журнал «Финансы»
- Журнал «Бухгалтерский учёт»